# 博爾頓 (康乃狄克州)
博爾頓（英語：Bolton）是一個位於美國康乃狄克州托蘭縣的城鎮。

## 地理
博爾頓的座標為41°45′51″N 72°26′15″W / 41.76417°N 72.43750°W，而該地的平均海拔高度為222米（即728英尺）。

## 人口
根據2010年美國人口普查的數據，博爾頓的面積為38.10平方千米，當中陸地面積為37.30平方千米，而水域面積為0.80平方千米。當地共有人口4980人，而人口密度為每平方千米130.71人。